# Cour administrative suprême de Finlande
 (octobre 2023).
Si vous disposez d'ouvrages ou d'articles de référence ou si vous connaissez des sites web de qualité traitant du thème abordé ici, merci de compléter l'article en donnant les références utiles à sa vérifiabilité et en les liant à la section « Notes et références ».
Ne doit pas être confondu avec Cour suprême de Finlande.

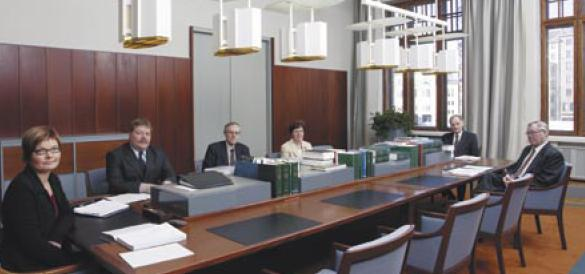
La deuxième chambre de la Cour administrative suprême de Finlande en séance

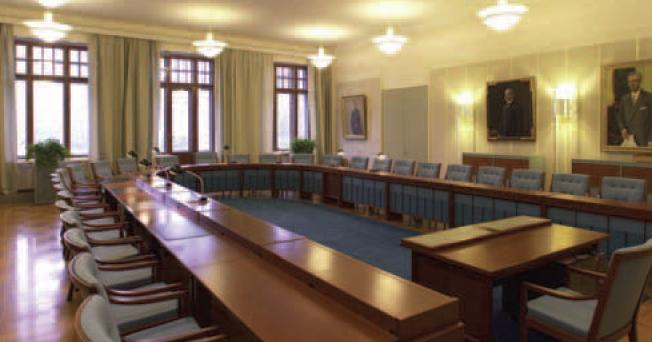
salle plénière

La Cour administrative suprême de Finlande (Finnois : korkein hallinto-oikeus ; Suédois : högsta förvaltningsdomstolen) est la plus haute juridiction de l'ordre administratif finlandais, chargée du contentieux de droit public. Son équivalent dans l'ordre judiciaire, en ce qui concerne les matières civile et pénale est la Cour suprême de Finlande.  
La Cour a été créée par l'article 88 de la Constitution finlandaise de 1919, et elle a son siège rue Fabiannikatu, dans le centre-ville d'Helsinki, capitale du pays. 

## Compétence
Elle est compétente pour connaitre des litiges portant sur la légalité des décisions des représentants du gouvernement et ses décisions sont définitives. Les décisions des tribunaux administratifs d'Helsinki, Turku, Hämeenlinna, Kouvola, Kuopio, Vaasa, Oulu, Rovaniemi et Åland, du tribunal du marché et du Conseil d'État peuvent faire l'objet d'appels auprès de la Cour administrative suprême.
Dans la plupart des cas, il est possible d'interjeter appel du jugement du tribunal administratif auprès de la Cour administrative suprême de Finlande, qui statue à nouveau sur l'affaire tant en fait qu'en droit, de manière définitive. Toutefois, dans certains domaines du droit administratif, un appel nécessite une autorisation de la Cour administrative suprême. Le domaine le plus important est celui des assurances. Dans certains domaines restreints du droit, par exemple en matière d'amendes de stationnement, la décision du tribunal administratif est définitive et ne peut pas faire l'objet d'un recours devant la Cour administrative suprême.
En matière administrative, la Cour administrative suprême est seule compétente pour accorder des voies de recours extraordinaires, à savoir l'annulation d'une décision, une plainte contre celle-ci ou une prolongation du délai de recours déjà écoulé.
Le Conseil d'État, c'est-à-dire le gouvernement finlandais, agit dans certains cas en tant qu'autorité administrative. Les décisions qu'il prend dans ce domaine peuvent faire l'objet d'un recours en contestation de légalité.
Comme dans tous les tribunaux administratifs finlandais, les frais de justice des deux parties devant la Cour administrative suprême sont à la charge respective des parties, à moins qu'il ne soit raisonnable d'accorder à la partie gagnante tout ou partie des frais. Néanmoins, lorsque l'administration obtient gain de cause contre un demandeur privé, elle doit supporter tous les frais, à moins que le particulier n'ait formulé un recours insuffisamment sérieux.
La Cour est également chargé par l'article 99 de Constitution finlandaise d'administrer la justice administrative du pays, et de proposer au Gouvernement, lorsque cela est nécessaire, d'engager une action législative.

## Organisation et fonctionnement

### Composition
La Cour est composée d'un président, de 22 juges et de 4 juges suppléants, ainsi que 9 conseillers-experts qui interviennent dans certains domaines.
La juridiction emploie également près de 50 référendaires et 40 employés, dirigés par un secrétaire général.

### Formations de jugement
La Cour siège le plus fréquemment en chambres de cinq juges. Dans les affaires concernant l'eau, la protection de l'environnement et la propriété intellectuelle, la chambre est composée de cinq juges et de deux conseillers-experts.
Une formation de trois juges seulement est compétente pour rejeter l'admission des recours devant la Cour.
La Cour divise son contentieux en 239 groupe d'affaires types, qui sont réparties entre les chambres sans que l'une d'entre elles n'aient de domaine clairement réservé. Toutefois, la première chambre est spécialisée dans le droit étatique, le droit des étrangers, l'autonomie communale, la construction et l'environnement, la deuxième se penche sur le droit fiscal, le droit des aides d'État et les activités économiques, et la troisième statue sur diverses contentieux comme les affaires sociales et médicales, la concurrence économique, les marchés publics, ou l'administration générale.
Lorsqu'une affaire présente un intérêt particulier pour le développement du droit public, elle peut être discutée en séance plénière de chambre, voire en séance plénière de la Cour pour statuer sur des questions de grande importance juridique.
En 2011, la Cour a traité 4 044 affaires, avec une durée moyenne d'audience de 12,2 mois.

### Présidents
| Président        | Période d'exercice des fonctions |
| ---------------- | -------------------------------- |
| KJ Ståhlberg     | 1918-1919                        |
| Hugo Rautapää    | 1919-1922                        |
| Karl Söderholm   | 1923-1929                        |
| Urho Castrén     | 1929-1956                        |
| EJ Ahla          | 1957-1958                        |
| Reino Kuuskoski  | 1958-1965                        |
| Aarne Nuorvala   | 1965-1982                        |
| Antti Suviranta  | 1982-1993                        |
| Pekka Hallberg   | 1993-2012                        |
| Pekka Vihervuori | 2012-2018                        |
| Kari Kuusiniemi  | 2018–                            |